# La Sathonette
Le parc de La Sathonette est un jardin public situé à Saint-Maurice-de-Beynost dans le département de l'Ain en France. Le château de la Sathonette se trouve dans ce parc.

## Origine du nom
Le nom de Sathonette proviendrait d'un possesseur du domaine au XVe siècle (il n'y a jamais de seigneurie à Saint-Maurice-de-Beynost), nommé Claude Ferlay de Sathonay.

## Le château

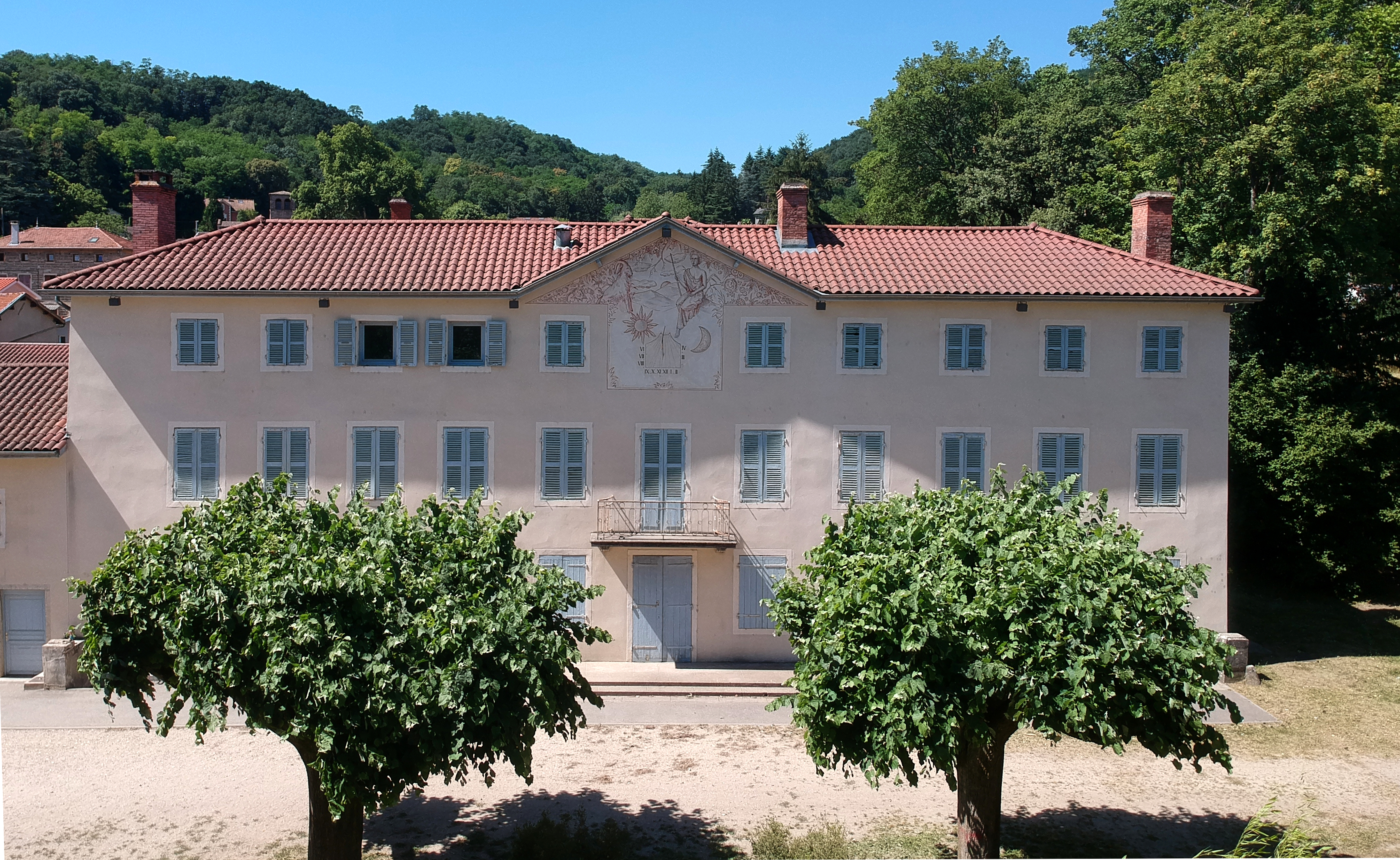
Vue du château.

Il est attesté que le château de la Sathonette fut habité en 1774 par Meillet-Montessuy, conseiller du Roi (dont le descendant Georges de Meillet-Montessuy fera construire le château de Joyeux). Le domaine fut ensuite vendu à Lejéas-Carpentier (futur maire de Dijon) qui y résida durant la Révolution française. Il est également attesté que le domaine resta en possession des Lejéas-Carpentier au moins jusqu'à 1834.
Le domaine fut ensuite en possession de la famille Guyot de Beynost pendant une trentaine d'années pour ensuite appartenir successivement à plusieurs grandes familles lyonnaises : Péricaud, Bouteille, Cholat puis Jalon.
En 1992, le domaine est acheté par la commune.

### Objets classés
Le château contient plusieurs objets classés et notamment neuf peintures monumentales :
- une cheminée[5] ;
- des lambris de revêtement[6] ;
- peinture monumentale : église au sommet d'une butte (7)[7] ;
- peinture monumentale : marine (2)[8] ;
- peinture monumentale : marine (3)[9] ;
- peinture monumentale : pont à trois arches (8)[10] ;
- peinture monumentale : scène d'angle avec arbre mort (6)[11] ;
- peinture monumentale : scène d'angle avec cyprès (9)[12] ;
- peinture monumentale : bord de rivière (4)[13] ;
- peinture monumentale : marine (1)[14] ;
- peinture monumentale : personnage poussant sa barque (5)[15].

## Le parc

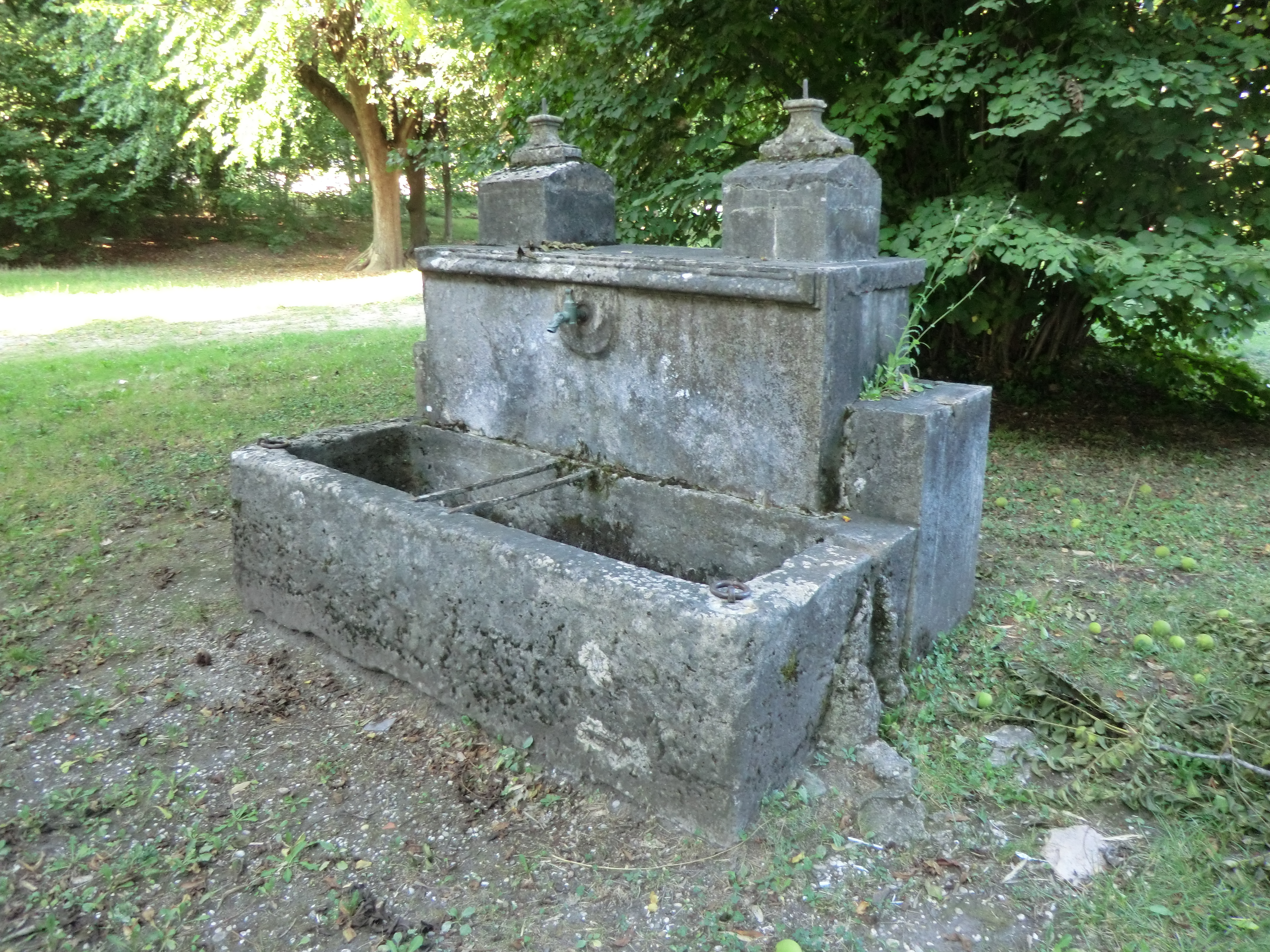
Fontaine de La Sathonette.

Une fontaine (muni d'un abreuvoir) dont l'eau provenait du torrent Merloux (voir Hydrographie de Saint-Maurice-de-Beynost) se trouvait dans le domaine : le monument est toujours exposé dans le parc.
Un certain nombre d'essences d'arbres sont représentées, en particulier deux cèdres du Liban.
Dans la partie haute (au Nord du parc), se trouve un bassin dont la présence est attestée en 1834 et qui servait à l'irrigation du parc.
Un usage oral aujourd'hui disparu, consistait à dire qu'on allait « sous les murs » pour indiquer que l'on allait à proximité de La Sathonette. Cette expression s'explique par les hauts murs entourant le parc.

## Utilisation contemporaine

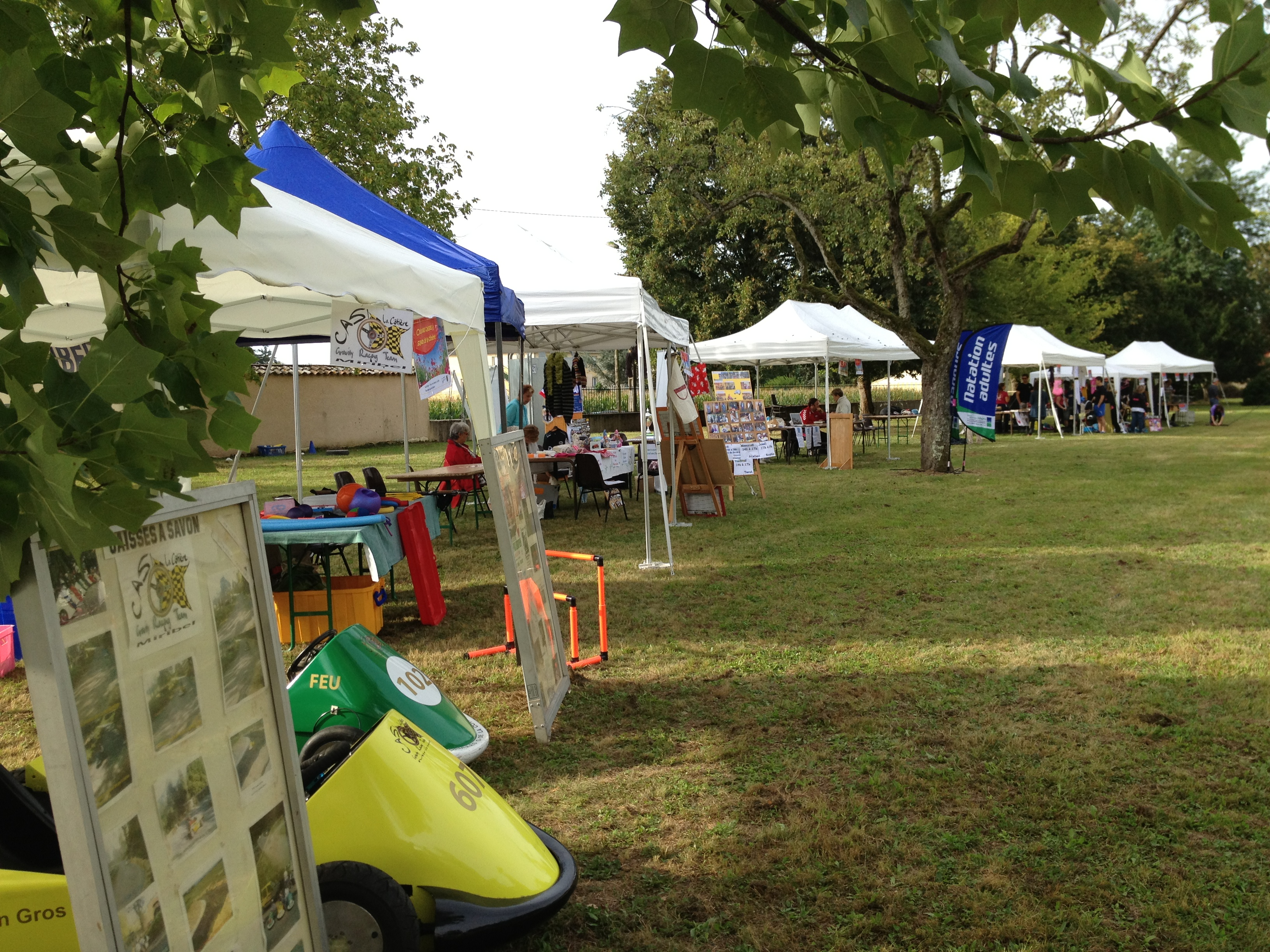
Forum des associations de Saint-Maurice-de-Beynost en 2013.

Par le passé les bureaux du délégué du Procureur de la République ainsi que l'école de musique de la communauté de communes de Miribel et du Plateau étaient localisées à La Sathonette.
Le bâtiment principal ainsi que les bâtiments annexes accueillent, entre autres, le centre de loisirs et la cantine scolaire de l'école primaire située à proximité. En décembre, est traditionnellement organisé le « cross des papillottes » dans le parc. En septembre, comme en 2013, le forum des associations de la commune est organisé à La Sathonette,.
L'arrêt 8 mai 1945 de la ligne 2 de Colibri dessert le parc.
Au début des années 2020, un projet de construction d'un EHPAD, qui accueillera la toute proche maison de retraite Les Mimosas (Montée de la Paroche) rencontre une certaine opposition, incarnée par le collectif « Sauvez le parc de la Sathonette »,. Une enquête publique est organisée courant 2022.

## Galerie

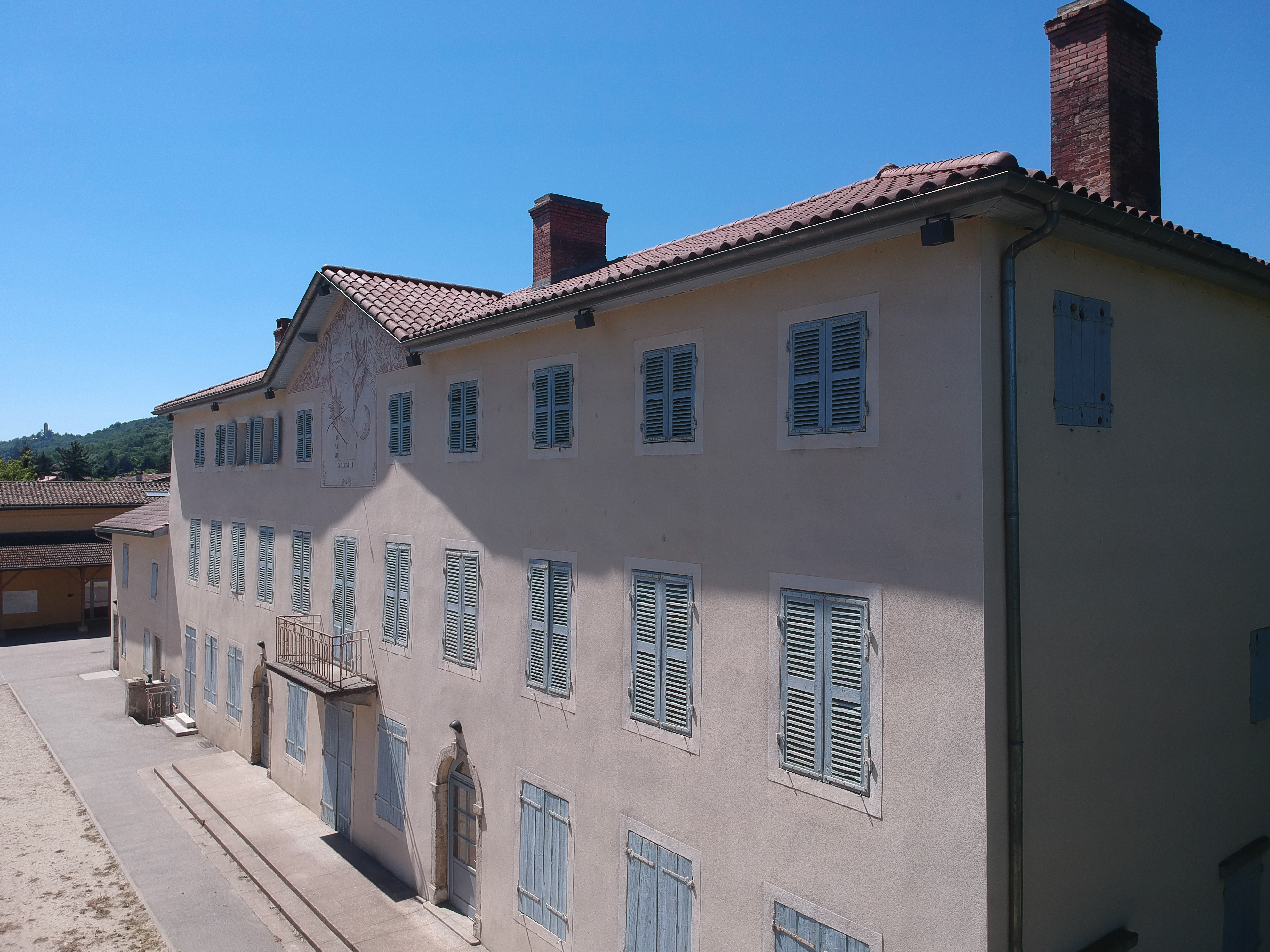
Bâtiment principal de la Sathonnette.
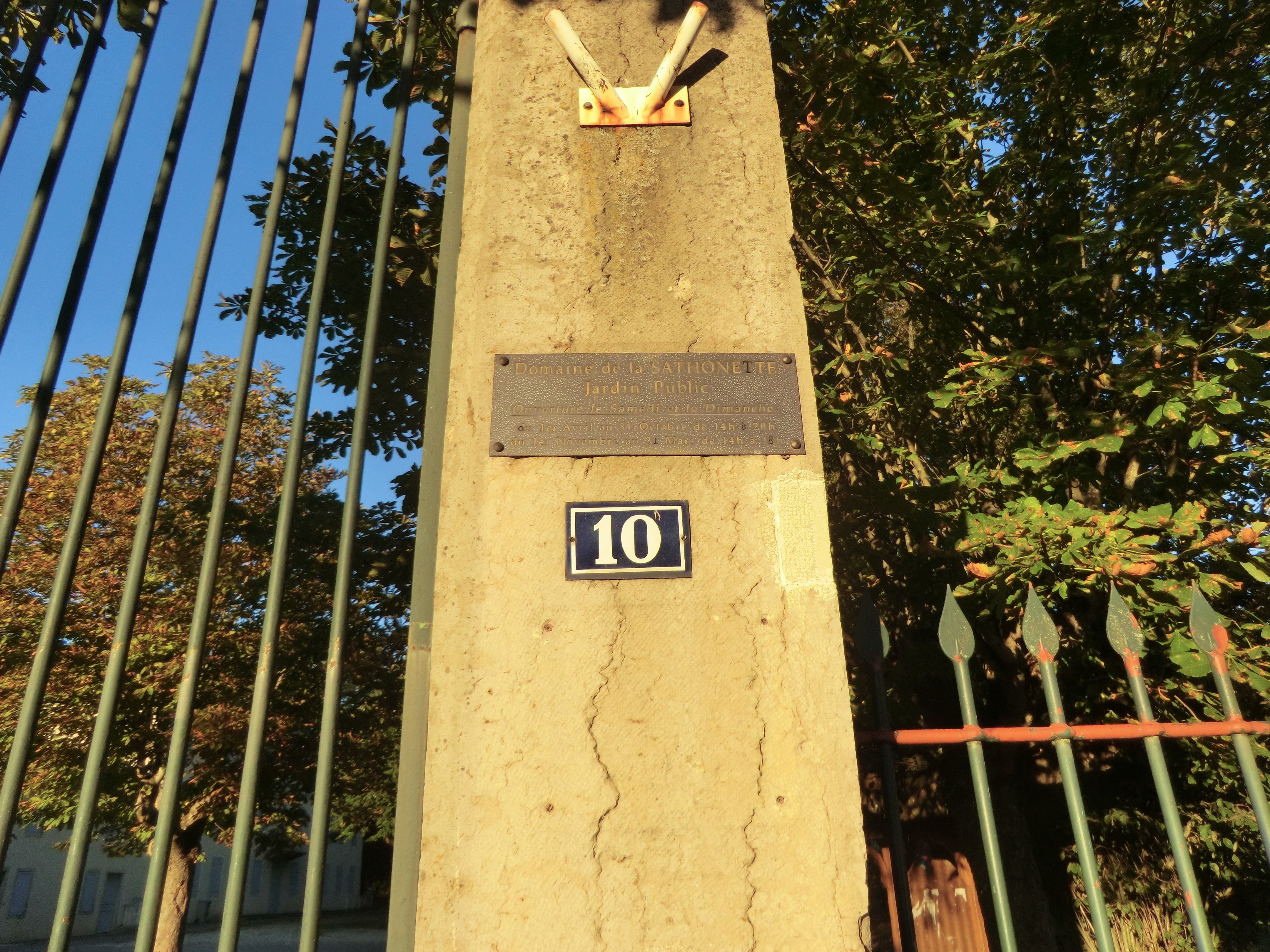
Au 10 de la Montée de la Paroche.
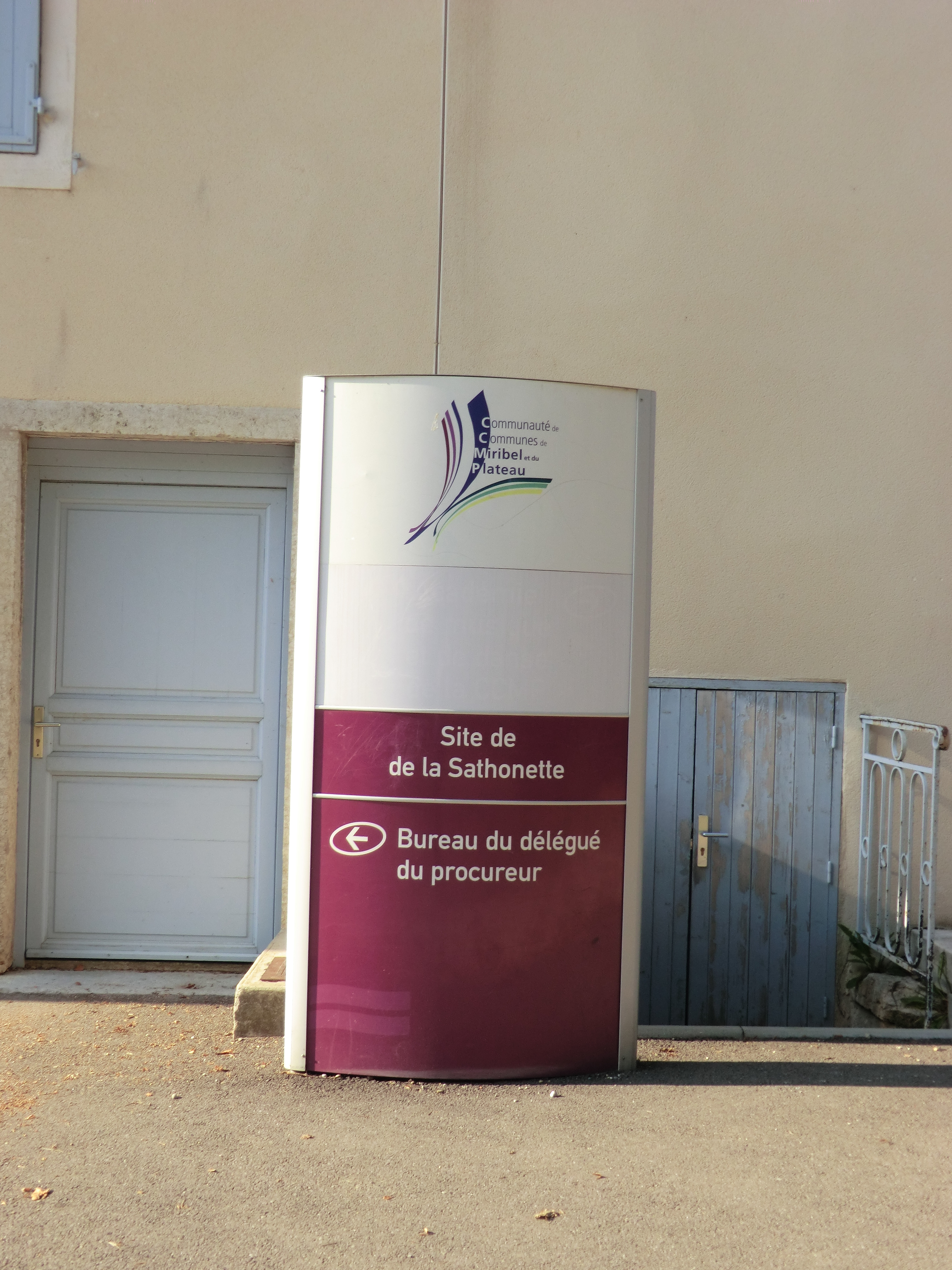
Panneau (Procureur de la République) dans le domaine.
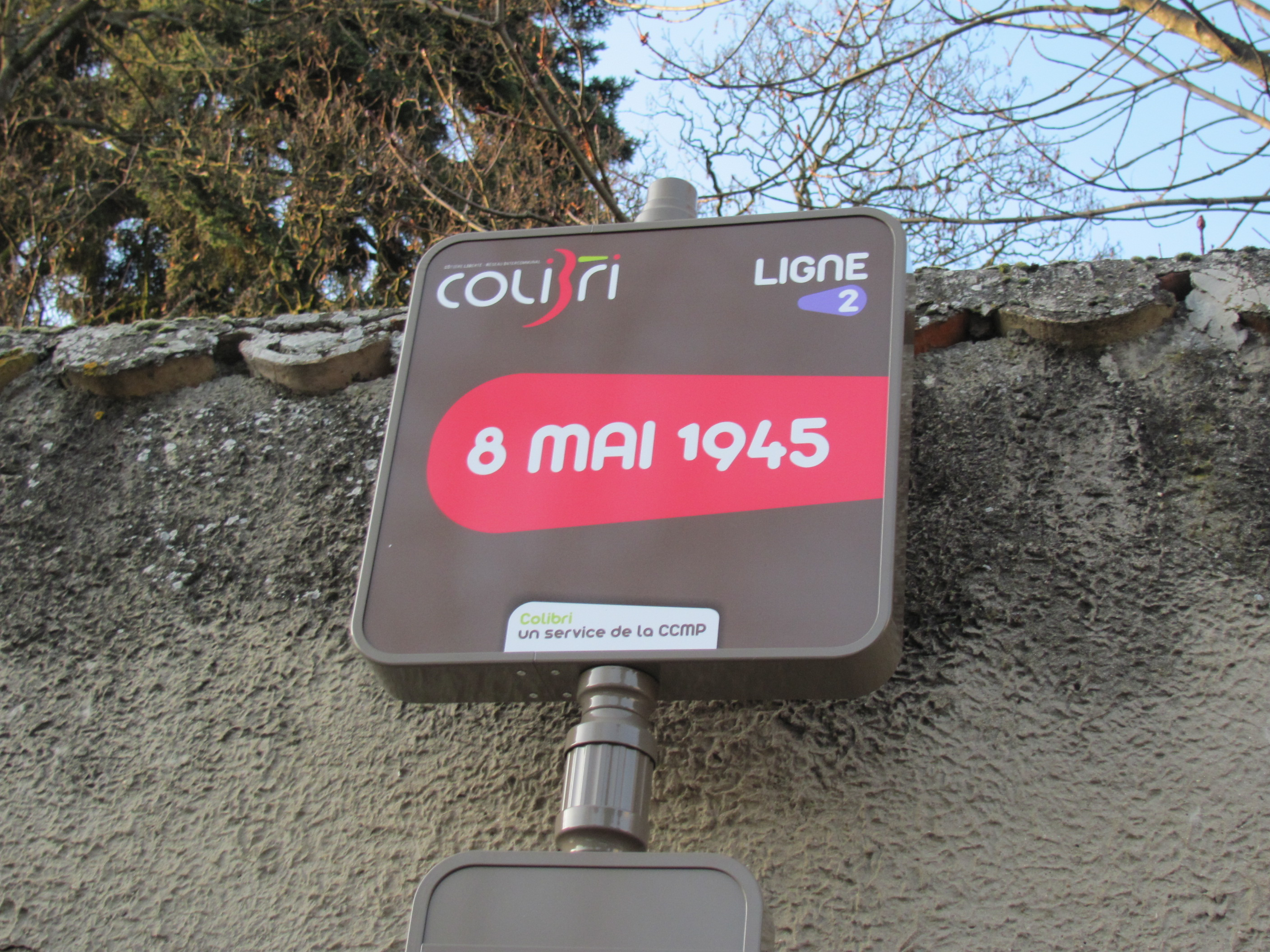
L'arrêt 8 mai 1945 de Colibri.
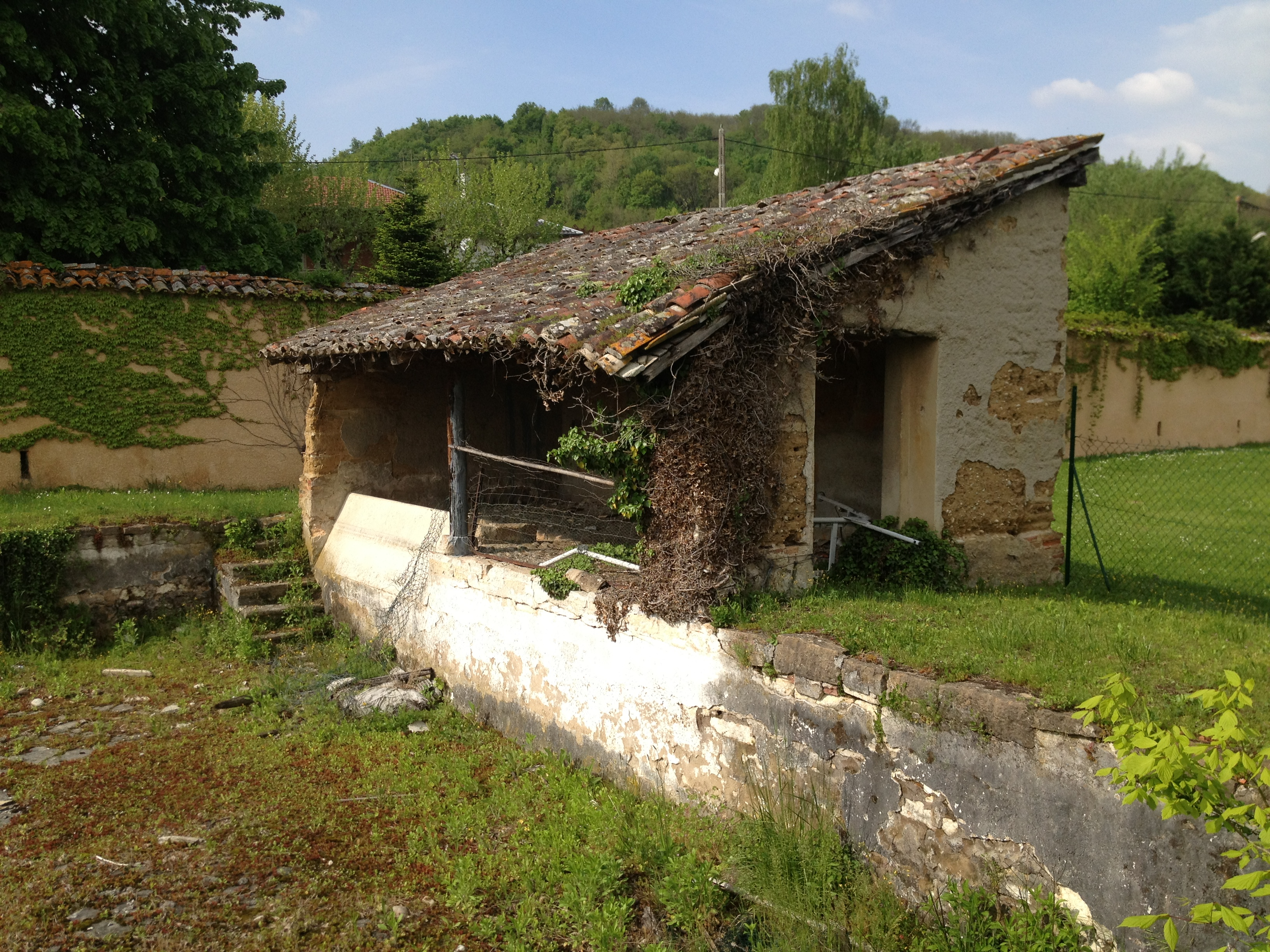
Petit lavoir au bord du bassin situé en haut du parc.
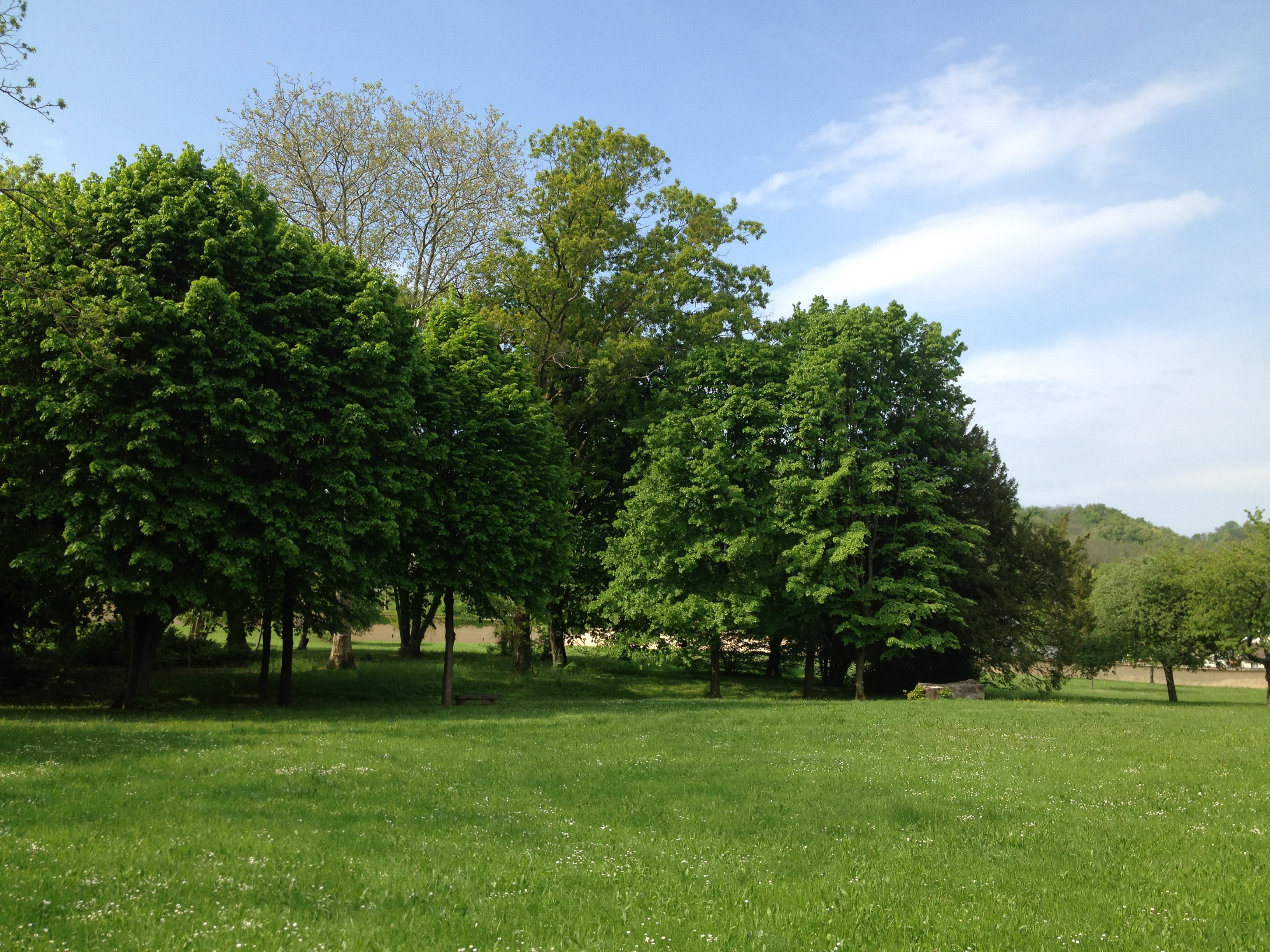
Vue du parc en mai 2013.